# Bambustapaculo
Der Bambustapaculo (Scytalopus parkeri) zählt innerhalb der Familie der Bürzelstelzer (Rhinocryptidae) zur Gattung Scytalopus.
Die Art kommt auf den Osthängen der Anden im Süden Ecuadors (Provinz Loja und Provinz Zamora Chinchipe) und im äußersten Norden Perus (Region Piura und Region Cajamarca) vor.
Das Verbreitungsgebiet umfasst Unterholz im tropischen oder subtropischen feuchten Bergwald bevorzugt in Chusquea Bambus zwischen 2300 und 3300 m Höhe. Weiter oberhalb ist der Lebensraum des Páramotapaculo (Scytalopus canus), weiter unterhalb auf den östlichen Hängen der des Kleinen Einfarbtapaculos (Scytalopus latrans) in offenerem, der des Nördlichen Schieferrückentapaculos (Scytalopus micropterus) in dichterem Unterwuchs. Weiter nördlich auf gleicher Höhe ist der Ecuador-Rostflankentapaculo (Scytalopus spillmanni) heimisch.
Das Artepitheton bezieht sich auf Theodore Albert Parker III.

## Merkmale
Der Vogel ist für einen Tapaculo mittelgroß und wiegt zwischen 20 und 22 g. Die Flügel sind lang, der braune Schwanz besteht aus 12 Steuerfedern, die Flanken sind braun und dunkel gebändert. Das Weibchen ist etwas kleiner, ansonsten besteht kein Sexualdimorphismus. Die Oberseite ist dunkelgrau mit schmalen und unauffälligen schwärzlichen Federspitzen. Nacken, Rumpf, Schwanzdecken und Schwanz sind braun, die Schwanzdecken schwärzlich gebändert. Die Unterseite ist grau, Flanken und Schwanzunterseite ocker- bis zimtfarben, schwärzlich mehr oder weniger gebändert. Die Iris ist dunkelbraun, der Schnabel schwärzlich, die Füße braun in unterschiedlichen Schattierungen. Jungvögel sind braun, schwärzlich gefleckt oder gebändert. Gegenüber dem Páramotapaculo (Scytalopus canus) und dem Kleinen Einfarbtapaculo (Scytalopus latrans) ist die Art heller, längerflüglich und weist mehr Braun im Gefieder auf.  Wie der  Nördliche Schieferrückentapaculo (Scytalopus micropterus) hat die Art 12 Steuerfedern, der Schwanz ist aber kürzer und nicht schwärzlich, sondern braun.
Die Art ist monotypisch.

## Stimme
Der Gesang wird als längere Folge von 10 bis 12 Tönen/s über bis zu 9 Sekunden anhaltend beschrieben.

## Lebensweise
Die Nahrung besteht aus kleinen Gliederfüßern.
Über die Brutzeit ist nichts Genaues bekannt, das Nest wird bevorzugt in natürlich vorkommenden Höhlen angelegt, besteht aus einer Kugel aus Laubmoos mit seitlichem Eingang.

## Gefährdungssituation
Der Bestand gilt als nicht gefährdet (Least Concern).